# Johann Christian Jacobi (Mediziner)
Johann Christian Jacobi (* 7. August 1717 in Weimar; † 11. Juli 1762 ebenda) war ein deutscher Mediziner, Militärarzt zu Weimar und Mitglied der Gelehrtenakademie „Leopoldina“.
Johann Christian Jacobi studierte Medizin in Jena. Hier promovierte er im Jahr 1743 und wurde Militärarzt zu Weimar. Am 10. September 1754 wurde er unter der Matrikelnummer 592 in die Gelehrtenakademie „Leopoldina“ aufgenommen; er wählte den Beinamen „Idmon III.“ (Matrikel-Nr. 592)
Jacobi ehelichte am 25. November 1755 die älteste Tochter des Fürstlichen Kammer-Rats August Christian Kirmß.

## Werke
- Dissertatio inauguralis de palpitatione cordis, Auctor: M. Io. Christianus Iacobi. 19. Januar 1743. Digitalisat.